# Voivodato della Grande Polonia

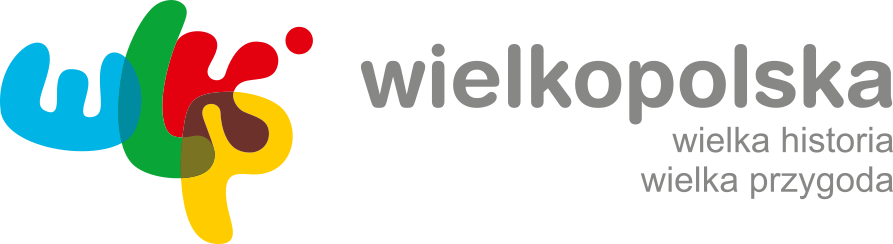
Logo

Il voivodato della Grande Polonia (in polacco Województwo Wielkopolskie) è uno dei 16 voivodati della Polonia. Il voivodato si trova nel centro-ovest del territorio polacco ed è stato creato con la riforma del 1999 dalla fusione dei precedenti voivodati di Poznań, Kalisz, Konin, Piła e Leszno. Comprende la regione intorno al capoluogo Poznań denominata Grande Polonia.
Con quasi 30.000 km² è, dopo quello della Masovia, il secondo voivodato della Polonia per estensione; con quasi 3,5 milioni di abitanti, è anche uno dei più popolati.
La Grande Polonia viene vista come il nucleo originario della Polonia, come le antiche città della dinastia dei Piast Poznań e Gniezno. Il voivodato corrisponde alla precedente provincia prussiana della Posnania.

## Geografia fisica

### Territorio
Il punto più alto del voivodato è il monte Kobyla Góra (284 m) tra le colline di Ostrzeszowski; la zona più bassa si trova nella valle del fiume Warta, alla foce del suo affluente Noteć (21 m), a nord-ovest della regione.
I terreni agricoli fertili rappresentano circa il 60% del suolo, mentre il restante 20% è terreno alluvionale umido situato in aree non boschive, per lo più urbane. Una superficie di 800.000 ettari è coperta da foreste, che costituiscono il 25,8% della superficie totale del voivodato. A nord e al centro della regione ci sono circa 800 laghi; il più grande è quello naturale di Powidzkie, nel distretto lacustre di Gniezno.
Nella regione si trova nel bacino del fiume Oder.
Il sale estratto dalla miniera di Kłodawa rappresenta il 20% della produzione nazionale. Altre risorse minerarie in abbondanza sono lignite, torba e gas naturale.

### Clima
La regione della Grande Polonia è influenzata dalle masse d'aria oceaniche che mitigano il clima. Man mano che si procede da ovest a est, il clima diventa sempre più continentale. La temperatura media annua è leggermente più alta a sud e a ovest (8,2 °C), mentre a nord scende a circa 7,6 °C. Le precipitazioni medie annuali vanno da 500 a 550 mm.

## Geografia antropica

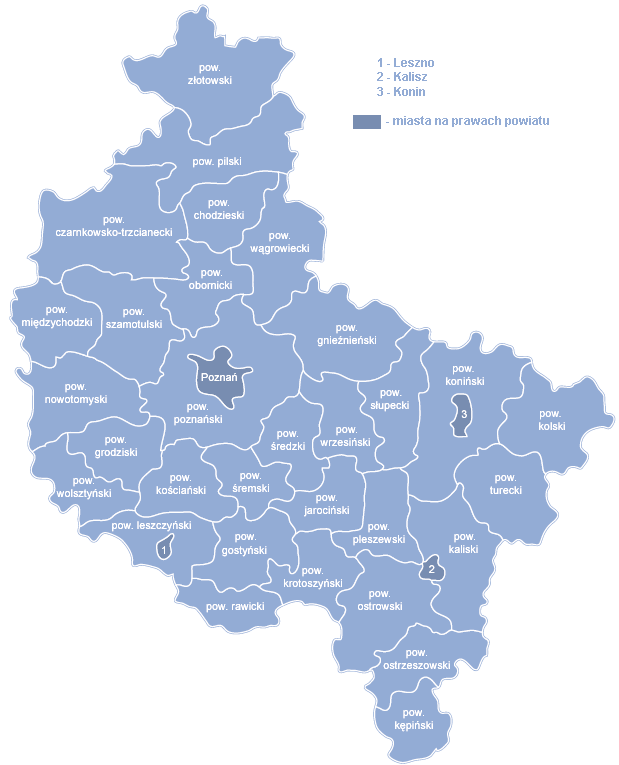
Suddivisioni amministrative del voivodato

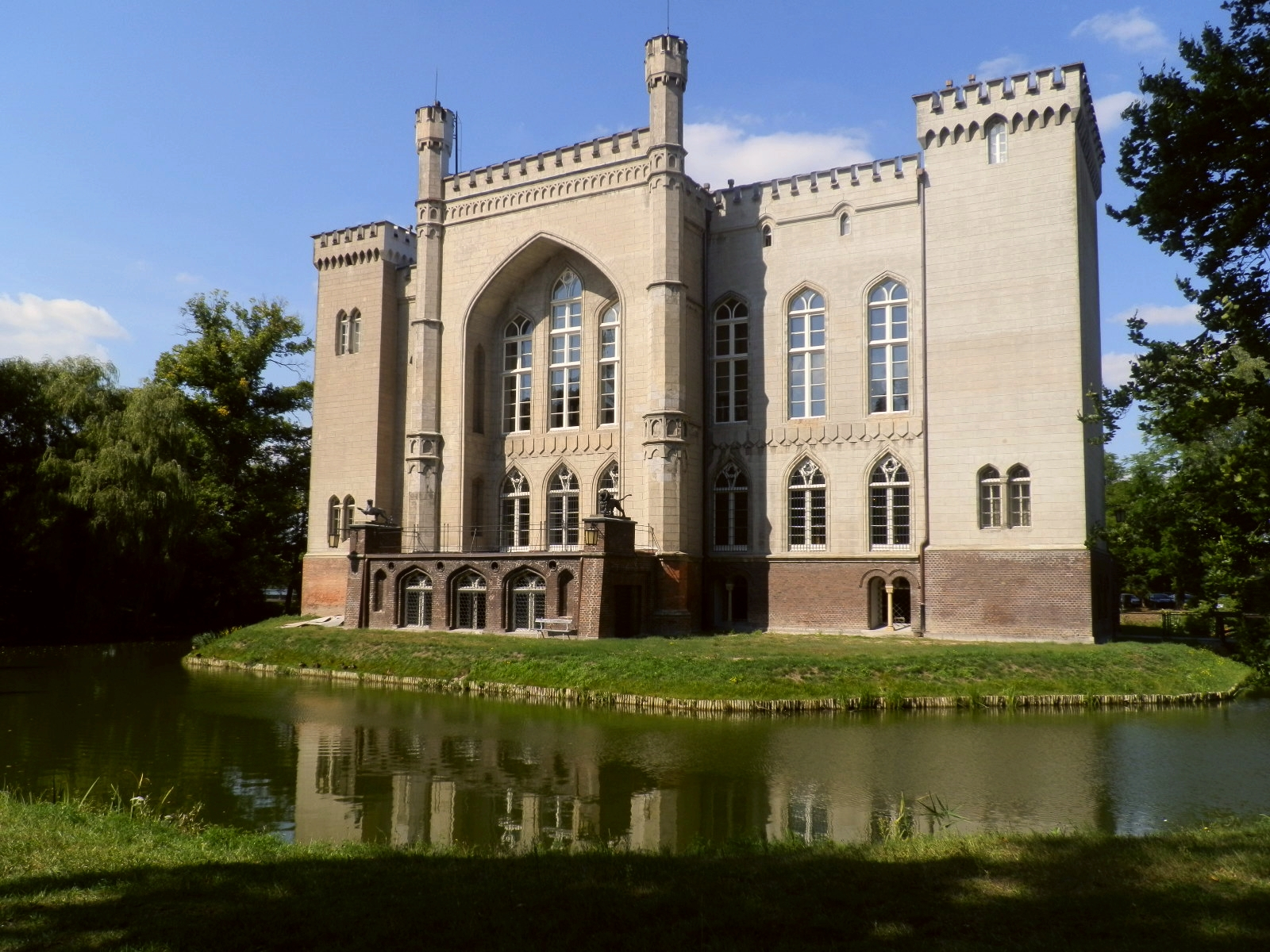
Il castello di Kórnik

Il voivodato della Grande Polonia è diviso in 31 distretti e 4 distretti urbani.

### Distretti urbani e altri distretti
| Distretto                          | Simbolo | Capoluogo                |
| ---------------------------------- | ------- | ------------------------ |
| Konin                              |         | distretto urbano         |
| Kalisz                             |         | distretto urbano         |
| Leszno                             |         | distretto urbano         |
| Poznań                             |         | distretto urbano         |
| Distretto di Chodzież              |         | Chodzież                 |
| Distretto di Czarnków e Trzcianka  |         | Czarnków                 |
| Distretto di Gniezno               |         | Gniezno                  |
| Distretto di Gostyń                |         | Gostyń                   |
| Distretto di Grodzisk Wielkopolski |         | Grodzisk Wielkopolski    |
| Distretto di Jarocin               |         | Jarocin (Grande Polonia) |
| Distretto di Kalisz                |         | Kalisz                   |
| Distretto di Kępno                 |         | Kępno                    |
| Distretto di Koło                  |         | Koło                     |
| Distretto di Konin                 |         | Konin                    |
| Distretto di Kościan               |         | Kościan                  |
| Distretto di Krotoszyn             |         | Krotoszyn                |
| Distretto di Leszno                |         | Leszno                   |
| Distretto di Międzychód            |         | Międzychód               |
| Distretto di Nowy Tomyśl           |         | Nowy Tomyśl              |
| Distretto di Oborniki              |         | Oborniki                 |
| Distretto di Ostrów Wielkopolski   |         | Ostrów Wielkopolski      |
| Distretto di Ostrzeszów            |         | Ostrzeszów               |
| Distretto di Piła                  |         | Piła                     |
| Distretto di Pleszew               |         | Pleszew                  |
| Distretto di Poznań                |         | Poznań                   |
| Distretto di Rawicz                |         | Rawicz                   |
| Distretto di Słupca                |         | Słupca                   |
| Distretto di Szamotuły             |         | Szamotuły                |
| Distretto di Środa Wielkopolska    |         | Środa Wielkopolska       |
| Distretto di Śrem                  |         | Śrem                     |
| Distretto di Turek                 |         | Turek                    |
| Distretto di Wągrowiec             |         | Wągrowiec                |
| Distretto di Wolsztyn              |         | Wolsztyn                 |
| Distretto di Września              |         | Września                 |
| Distretto di Złotów                |         | Złotów                   |

### Città

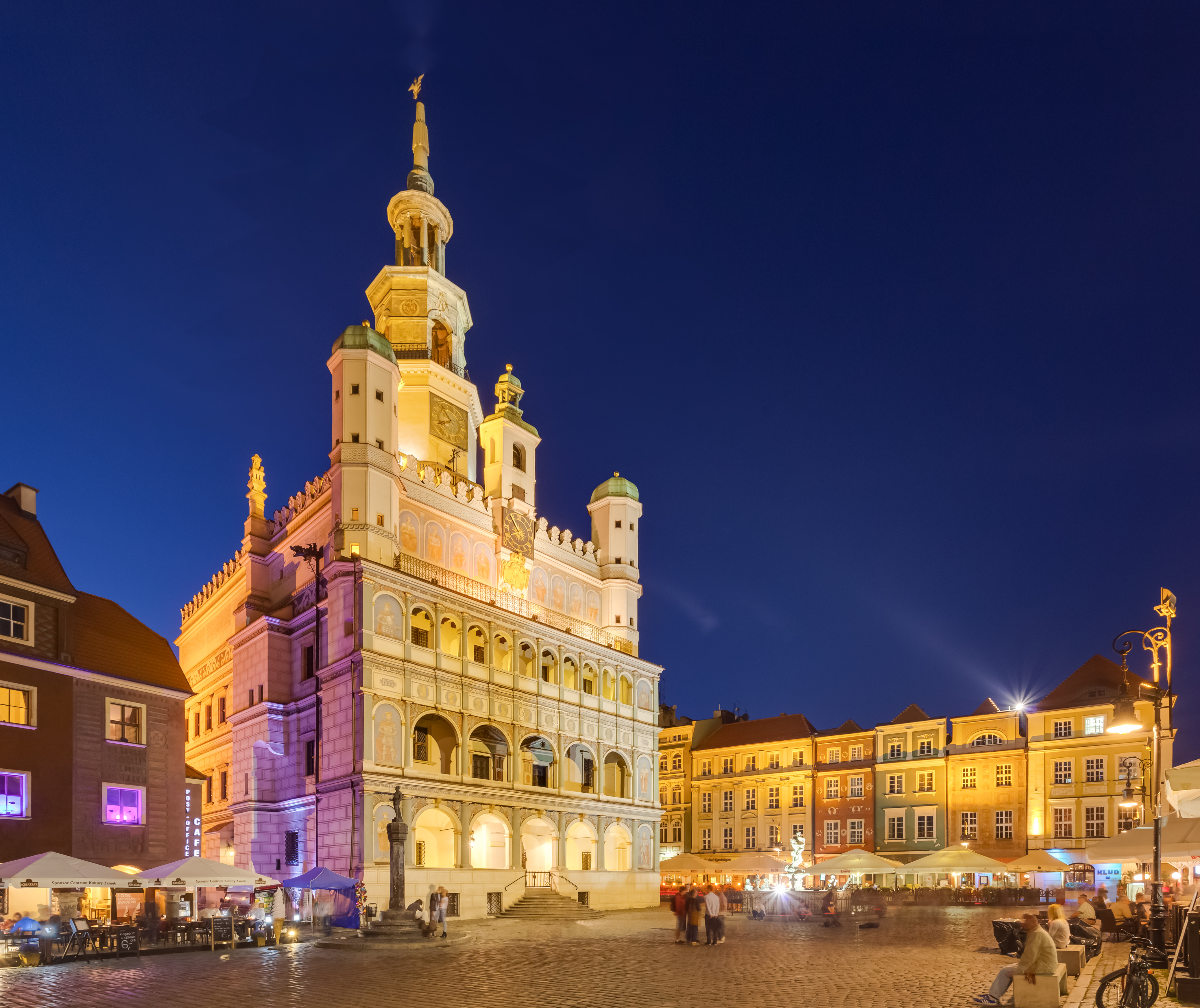
Il municipio di Poznań

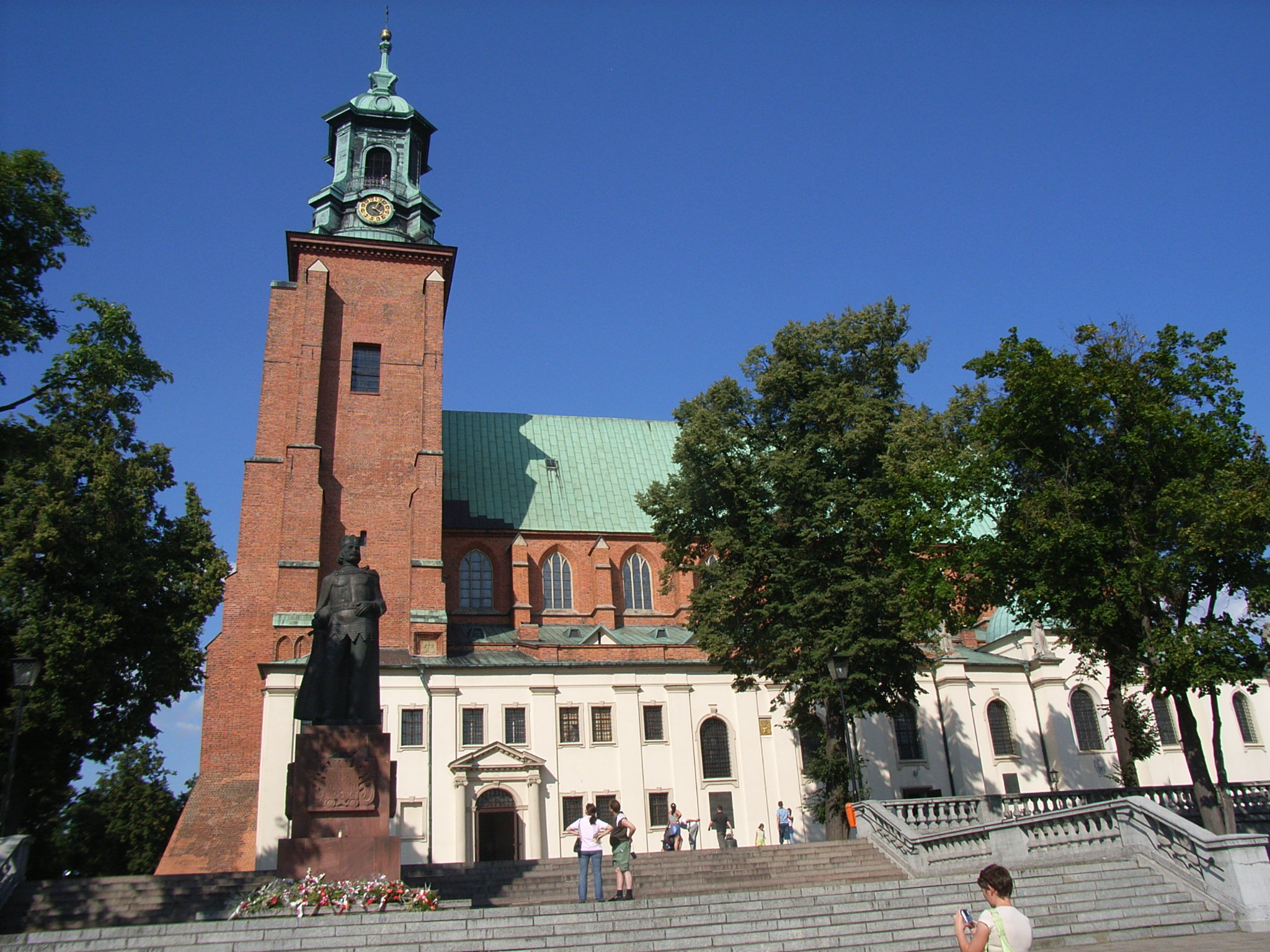
La cattedrale di Gniezno, sede del Primate di Polonia

Le uniche grandi città del voivodato sono la capitale Poznań e la più vecchia città della Polonia, Kalisz. Il numero di abitanti tra parentesi è del 2004.
Le principali città sono:
1. Poznań (574.125)
2. Kalisz (108.920)
3. Konin (81.774)
4. Piła (75.293)
5. Ostrów Wielkopolski (73.278)
6. Gniezno (70.141)
7. Leszno (63.663)
8. Śrem (30.396)
9. Turek (29.713)
10. Krotoszyn (29.293)
11. Września (28.614)
12. Swarzędz (28.739)
13. Luboń (26.536)
14. Jarocin (25.825)
15. Kościan (24.613)
16. Wągrowiec (24.463)
17. Koło (23.515)
18. Środa Wielkopolska (21.100)
19. Rawicz (20.850)

## Economia
Rispetto al PIL dell'UE espresso in potere d'acquisto, il voivodato ha raggiunto un indice di 55,1 (totale UE = 100). Il tasso di disoccupazione è sceso dal 17,2% del 2005 al 9,1 a dicembre del 2009.

## Infrastrutture e trasporti

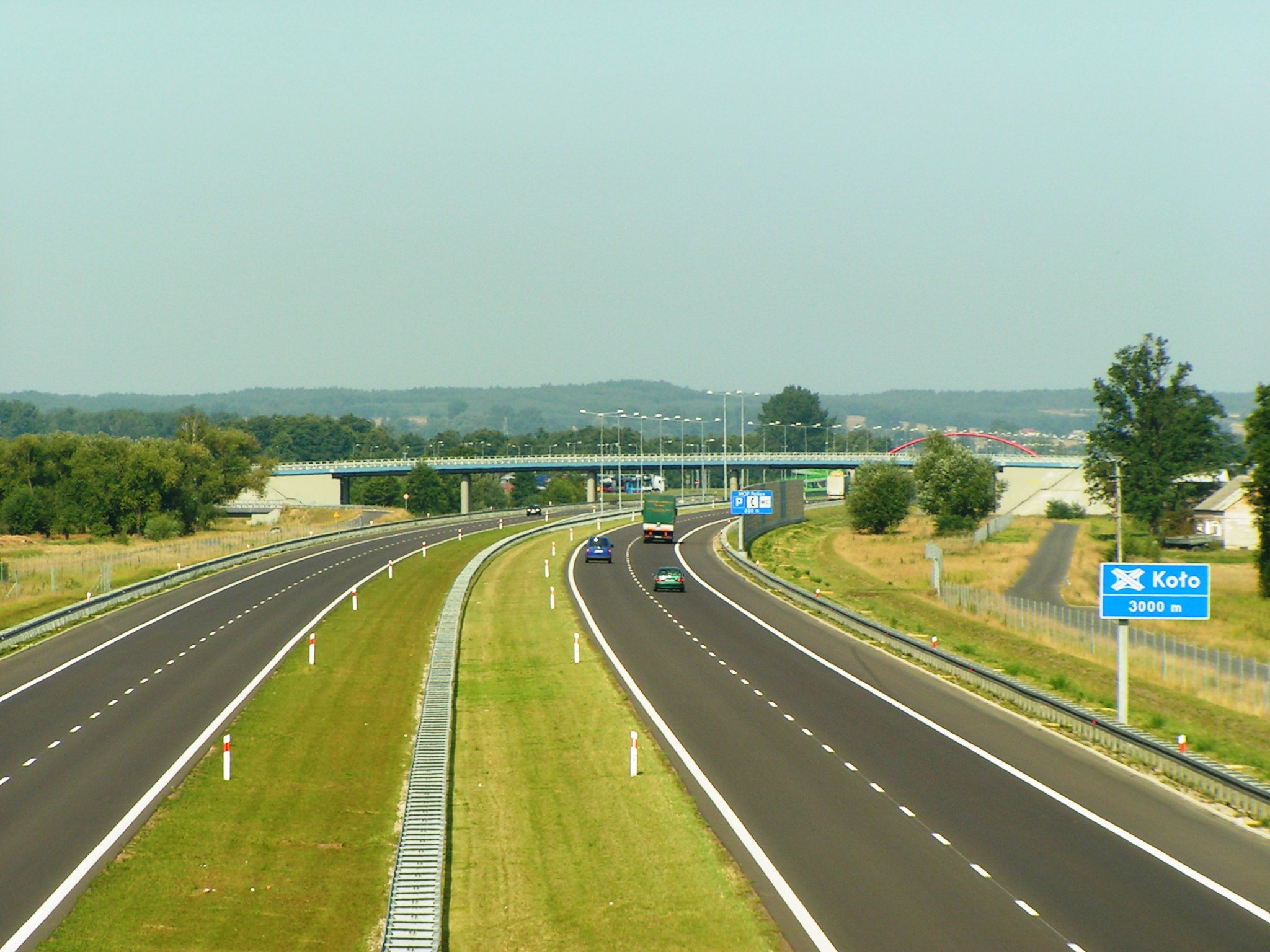
L'autostrada A2 a Koło

### Stradali
Un traffico notevole proveniente dalla Russia e dagli altri Stati dell'ex URSS passa attraverso Poznań e Konin per raggiungere la Germania e gli altri Paesi dell'Europa occidentale. A sud passa la strada internazionale che parte da Danzica e giunge a Praga e nell'Europa meridionale attraversando Poznań. Una volta completata, l'autostrada A2 collegherà la Germania alla Bielorussia transitando per Poznań e Varsavia.

### Ferroviari
I principali snodi ferroviari del voivodato sono Poznań, Piła e Ostrów Wielkopolski. PKP Intercity gestisce un gran numero di treni ad alta velocità che quotidianamente collegano Varsavia a Berlino passando per Poznań. Questa linea ferroviaria è stata la prima in Polonia ad utilizzare il sistema europeo dei TAV.

### Aerei
Poznań è meta di numerosi turisti e viaggiatori internazionali anche grazie all'Aeroporto di Poznań-Ławica Henryk Wieniawski.

## Aree protette

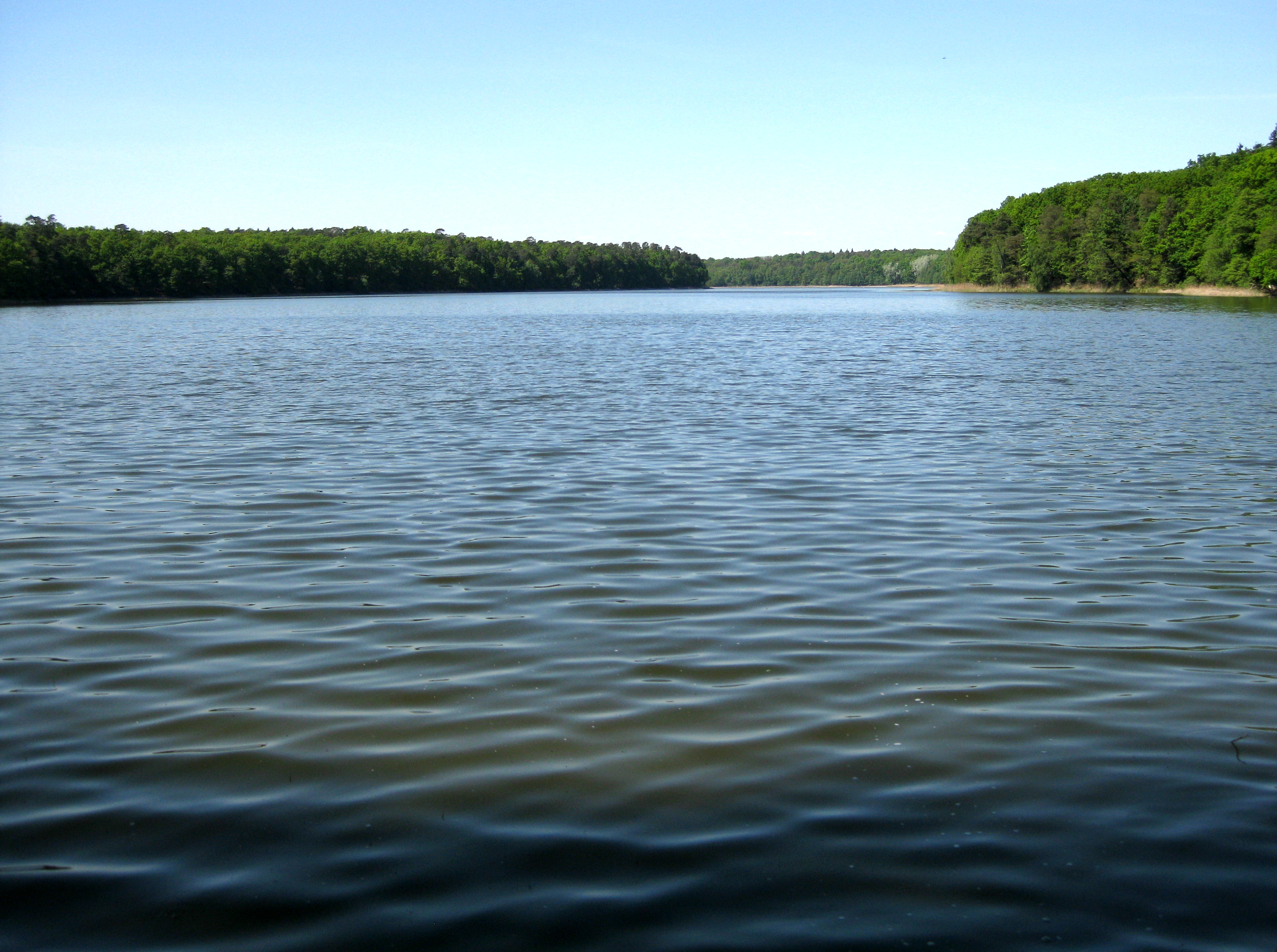
Il lago Góreckie nel parco nazionale Wielkopolska

- Parco nazionale Drawa (in parte nei voivodati di Lubusz e della Pomerania Occidentale)
- Parco nazionale Wielkopolska
- Parco paesaggistico della Valle di Barycz (in parte nel voivodato della Bassa Slesia)
- Parco paesaggistico di Chłapowski
- Parco paesaggistico di Lednica
- Parco paesaggistico di Powidz
- Parco paesaggistico di Promno
- Parco paesaggistico di Przemęt (in parte nel voivodato di Lubusz)
- Parco paesaggistico di Pszczew (in parte nel voivodato di Lubusz)
- Parco paesaggistico di Puszcza Zielonka
- Parco paesaggistico di Rogalin
- Parco paesaggistico di Sieraków
- Parco paesaggistico della Warta
- Parco paesaggistico di Żerków-Czeszewo